# Чеченя, Леонид Степанович
Леонид Степанович Чеченя (1 августа 1913, Алёшки, Таврическая губерния (в советское время — г. Цюрупинск Херсонской области) — 12 апреля 1996, Самара) — генеральный директор моторостроительного объединения им. М. В. Фрунзе, Герой Социалистического Труда (1966), депутат Верховного совета СССР 8-го созыва, лауреат Сталинской (1952) и Государственной (1980) премий.

## Биография
Окончил семилетнюю школу (1929), агропрофшколу села Бехтеры (1932), работал техником-мелиоратором. В 1938 году окончил Запорожский авиационный техникум и поступил на работу на завод № 29 им. П. И. Баранова техником по контролю продукции. Позднее работал начальником бюро цехового контроля монтажного цеха на Днепропетровском авиамоторном заводе № 452. С началом Великой Отечественной войны, в 1941 году вместе с заводом эвакуирован в город Куйбышев.
В Куйбышеве на заводе № 24 им. М. В. Фрунзе работал начальником БТК цеха, заместителем главного контролера, главным контролером качества продукции. В 1956 году окончил вечернее отделение Куйбышевского авиационного института по специальности инженер-механик, в том же году назначен главным инженером завода. С 1961 по 1982 годы — директор завода.
В 1981 году защитил диссертацию кандидата технических наук. Под его руководством на заводе разработаны и внедрены ряд двигателей для авиационного транспорта, космических ракет, моторных лодок. Имеет ряд авторских свидетельств.
После ухода с должности директора, до конца жизни возглавлял «первый отдел» предприятия.
Награждён рядом государственных наград, в том числе в 1952 году — Сталинской премией второй степени в области машиностроения (1952) в коллективе под руководством Н. Г. Мецхваришвили; в 1980 году — Государственной премией СССР «за создание принципиально новых блочно-контейнерных агрегатов с авиационным приводом и внедрение их в газовой промышленности СССР». 22 июля 1966 года М. Г. Чечене закрытым указом Президиума Верховного Совета СССР было присвоено звание «Герой Социалистического Труда» с присвоением Ордена Ленина и медали «Серп и Молот» «за выдающиеся заслуги по выполнению семилетнего плана на 1959—1965 годы». Также награждён четырьмя Орденами Ленина и другими наградами.
Избирался депутатом Верховного Совета СССР 8 созыва (1970—1974), депутатом Куйбышевского областного и Кировского районного советов, делегатом XXIII съезда КПСС. Был членом КПСС. В качестве директора завода и депутата курировал многие социальные программы, в том числе строительство многоэтажного жилья и переселение рабочих из бараков, строительство заводского стадиона, поддерживал футбольную команду «Крылья Советов».
Скончался 12 апреля 1996 года. Установлены мемориальные доски на доме, где он жил много лет, (Самара, ул. Краснодонская, дом 7), а также на здании моторостроительного завода (ныне — ОАО «Кузнецов»).

## Награды
- Герой Социалистического Труда (22.07.1966)
- Четыре ордена Ленина (1960, 1961, 1966, 1971)
- Орден Красной Звезды (1945)
- Орден Трудового Красного Знамени (1951)
- Орден Октябрьской Революции (1976)
- Сталинская премия (1952)
- Государственная премия СССР (1980)